# Boeing EC/RC-135
El Boeing RC-135 és un avió de reconeixement fabricat per la companyia dels Estats Units Boeing basant-se en el Boeing C-135 Stratolifter, que opera per a les Forces Aèries dels Estats Units d'Amèrica i va ser encarregat per la Royal Air Force britànica. L'avió s'encarrega de recollir informació d'una àrea i proporcionar-la en temps gairebé real per a la seva anàlisi i difusió, gràcies a les diverses antenes i sensors instal·lades al fuselatge.

## Especificacions RC-135
Dades de El mundo de la aviación
Característiques generals
- Longitud: 42,82 m
- Envergadura: 39,87 m
- Alçada: 12,69 m
- Superfície de l'ala 226 m2
- Pes carregat: 103.050 kg

 Rendiment 
- Velocitat màxima: 965,6 km/h
- Abast: 9.100 km
- Sostre de servei: 12.375 m